# Bernard Liautaud
Bernard Liautaud est un entrepreneur français, né le 17 juin 1962 à Paris.

## Biographie
Ingénieur de l'École centrale Paris, il poursuit son cursus en Amérique par un Master of Science, Engineering Management à l'université Stanford (Californie).
Il devient ensuite attaché scientifique adjoint à la Mission Scientifique, et représentant de l'ANVAR à l'ambassade de France à Washington entre 1985 et 1986. En 1986, il rentre en France et prend la responsabilité de l'activité marketing d'Oracle Corporation France.
En 1990, il fonde, en association avec Denis Payre, Business Objects, un éditeur de logiciel. En 1994, Business Objects entre en bourse et devient la première société européenne cotée au NASDAQ.
En moins de dix ans, il a fait de son entreprise une multinationale avec plus de 12 000 clients et pesant près de 2,5 milliards de francs de chiffre d'affaires.
En septembre 2000, Business Objects est sacrée meilleure entreprise de la décennie par Bain & Company, le groupe HEC, L'Expansion et la Coface.
En 2001, Bernard Liautaud figure parmi les dix premiers chefs d'entreprise du classement CEO list du magazine Chief Executive  et fait aujourd'hui partie, selon Intelligent Enterprise, aux côtés de Microsoft, Oracle et SAP, des 12 entreprises les plus influentes dans le domaine des technologies de l'information.
En 2002, Business Objects est déjà numéro 2 mondial du secteur de la Business Intelligence, derrière Cognos.
Le 7 octobre 2007, l'allemand SAP lance une OPA sur Business Objects, qui valorise l'entreprise à 4,8 milliards d'euros.
Début 2009, il intègre le conseil d'administration de Talend, éditeur open source d'intégration de données.
Il est l'un des fondateurs, en 2009, de Dashlane, une solution de gestion de mots de passe.
Il est le père de l'environnementaliste Parker Liautaud (en).

## Publication
Bernard Liautaud, E-Business Intelligence - Transformez l'information en connaissance puis en profit, Maxima Laurent du Mesnil, 14 juin 2001.

### Citations
« J'ai en permanence ce même regard optimiste sur la France, sur son potentiel créatif extraordinaire, son talent d'ingénierie, sa capacité intellectuelle analytique très forte.»
« Il nous faut absolument développer la culture du risque, célébrer le succès et ne plus pénaliser l'échec. L'échec, c'est la meilleure façon d'apprendre.»